# Menelaos Chadzijeorjiu
Menelaos Chadzijeorjiu (gr. Μενέλαος Χατζηγεωργίου; ur. 30 listopada 1924 w Salonikach, zm. 12 października 2020) – grecki polityk, lekarz, sportowiec i działacz sportowy, parlamentarzysta krajowy, od 1990 do 1994 poseł do Parlamentu Europejskiego III kadencji.

## Życiorys
Ukończył studia medyczne na Uniwersytecie Arystotelesa w Salonikach, kształcił się też w Stanach Zjednoczonych. Uzyskał specjalizację z ginekologii, praktykował w tym zawodzie.
Pod koniec lat 30. zaczął występy w sekcji koszykarskiej klubu Aris Saloniki, zdobywając m.in. trzecie miejsce w miejskich mistrzostwach z 1940. Po wojnie pozostał zawodnikiem klubu, uprawiał głównie pływanie, piłkę wodną i lekkoatletykę. Uczestniczył w krajowych mistrzostwach w piłce wodnej. Karierę zakończył w połowie lat 50., następnie działał w zarządzie klubu, był też jego prezesem.
Zaangażował się w działalność polityczną w ramach Nowej Demokracji, kierował jej radą koordynacyjną w Salonikach. W latach 1974–1977 zasiadał w Parlamencie Hellenów. W 1989 kandydował do Parlamentu Europejskiego, mandat objął 25 kwietnia 1990 w miejsce Mariety Janaku, którą powołano na stanowisko ministra zdrowia. Przystąpił do grupy Europejskiej Partii Ludowej, od stycznia 1992 do lipca 1994 pełnił funkcję jej wiceprzewodniczącego. Zasiadał m.in. w Komisji ds. Socjalnych, Zatrudnienia i Środowiska Pracy, Komisji ds. Praw Kobiet oraz Delegacji ds. stosunków z Albanią, Bułgarią i Rumunią.